# Заикин, Андрей Львович
Андрей Львович Заикин (15 августа 1968, Ташкент, Узбекская ССР СССР — 1 июня 1993, Санкт-Петербург, Россия) — советский и российский футболист, вратарь.

## Биография
Воспитанник ДЮСШ г. Ташкент, тренер — С. А. Арутюнов. Первый клуб — «Пахтакор» (1984—1986), за который провёл одну игру, пропустил 2 гола в 1985 году в первой лиге. В Узбекистане также играл за «Шахтёр» (Ангрен, 1986) и «Зарафшан» (Навои, 1987) во второй лиге.
В 1988—1989 годах выступал в первой лиге за ростовский СКА — 19 игр, 32 пропущенных мяча.
В 1990 году перешёл в ленинградский «Зенит». В 1991 году провёл 10 матчей за «Пардаугаву», затем вернулся в «Зенит», за который в 1992 году в высшей лиге сыграл два матча, в которых пропустил 10 мячей.
1 июня 1993 года на 25-м году жизни Заикин скончался от тяжёлой и неизлечимой болезни.